# Golf von Morbihan
Der Golf von Morbihan (französisch Golfe du Morbihan, also eigentlich „Golf vom Morbihan“) ist ein inselreiches Binnenmeer im bretonischen Département Morbihan (Frankreich), das über eine schmale Passage mit dem Atlantik verbunden und daher salzwasserhaltig ist.
Der Name des Golfes stammt vom bretonischen mor bihan ab, das „kleines Meer“ bedeutet. Nach dem Golf wurde auch das Département Morbihan benannt.

## Geographie
Der Golf von Morbihan wird durch die Rhuys-Halbinsel von der Bucht von Quiberon (Atlantik) getrennt. Die Verbindung zum Atlantik ist nur einen Kilometer breit und liegt zwischen der Landspitze von Kerpenhir (Pointe de Kerpenhir in der Gemeinde Locmariaquer) im Westen und der Landspitze von Port-Navalo (Pointe Port-Navalo in der Gemeinde Arzon) im Osten. Die Gezeitenströme dort sind sehr stark, mit Geschwindigkeiten von bis zu vier Metern pro Sekunde. Auch innerhalb des Golfes bestehen aufgrund der Gezeiten und der an vielen Stellen geringen Wassertiefe viele Strömungen, weshalb die Jachthäfen im Gebiet des Golfes Freizeitkapitänen Lotsendienste anbieten.
In den Golf fließen die drei Flüsse Auray, Vannes und Noyalo. Ein Drittel der Fläche des Golfes ist nur bei Flut von Wasser bedeckt und liegt bei Ebbe trocken. Im Golf liegen fast 60 kleinere und größere Inseln; der Volksmund in der Bretagne behauptet sogar, es gebe so viele Inseln wie Tage im Jahr. Die beiden größten Inseln, Île-aux-Moines und Île d’Arz, sind eigenständige Gemeinden. Zahlreiche kleinere Inseln sind in Privateigentum. Die größte Stadt am Golf ist Vannes, die im Norden über einen Flusslauf mit dem Golf verbunden ist.

## Besiedlung
Die Gegend um den Golf von Morbihan ist besonders reich an vorgeschichtlichen Zeugnissen. Man findet dort viele megalithische Denkmäler in Form von Menhiren, Dolmen, Hügelgräbern oder Steinkreisen (siehe auch Carnac und Locmariaquer).
Die wirtschaftliche Grundlage waren in der Vergangenheit Landwirtschaft und Austernzucht. Traditionell fahren die Fischer entweder mit kleinen Fischkuttern oder mit speziell angepassten flachen Booten hinaus. Im Golf von Morbihan entwickelten sich dazu eigene Bootstypen: Im kleinen Hafen Séné bei Vannes entstand der Sinagot, ein kleiner Schoner; ein ähnliches Boot mit etwas anderem Rumpf, der Forban, wurde in Le Bono, einem kleinen Hafen bei Auray, gebaut. Heute sind es aber vor allem die Sportangler, die im Golf auf Fang gehen. Doch die Austernzucht ist mit einer Jahresproduktion von 450 Tonnen nach wie vor von Bedeutung.
Der Haupterwerbszweig ist heute der Tourismus. Am Rande der Orte hat sich die Zahl der Ferienwohnungen deutlich erhöht und die touristische Infrastruktur hat das Gebiet stark verändert. Die Schifffahrt auf dem Golf hat in den letzten Jahren stark zugenommen. Die Küstenbewohner fühlen sich vor allem durch die Motorboote gestört und fordern eine Begrenzung der Geschwindigkeit auf fünf Knoten.

## Flora und Fauna sowie Naturschutz
Die Wattflächen des Golfs bilden einen besonderen Lebensraum. Er wird von Algenteppichen geprägt, die dazu beitragen, den Boden zu stabilisieren und die Trübung des Wassers zu vermindern. Sie erzeugen Sauerstoff und bilden einen Schutzraum für Jungtiere. Der Golf ist auch für Wasservögel ein wichtiger Lebensraum. Hier leben während der Wintersaison Hunderttausende von Gänsen, Enten und Stelzvögeln.
Der Golf von Morbihan und seine Ufer sowie die Küste unmittelbar am Ausgang des Golfes – insgesamt 20.609 Hektar Fläche – wurden im Rahmen von Natura 2000, einem länderübergreifenden Schutzgebietssystem innerhalb der Europäischen Union, als Gebiet von gemeinschaftlicher Bedeutung (frz. Site d'Importance Communautaire) eingestuft. 6.213 ha des Golfes, vor allem sein östlicher Bereich, wurden unter Natura 2000 zusätzlich zu einem besonderen Schutzgebiet (frz. Zone de Protection Spéciale) erklärt. Im Jahr 2014 wurde im Gebiet rund um den Golf und nördlich davon der Regionale Naturpark Golfe du Morbihan gegründet.
Probleme für den Naturschutz bereiten die Wasserverschmutzung sowie Störungen der Tierwelt, unter anderem durch den küstennah betriebenen Wassersport.

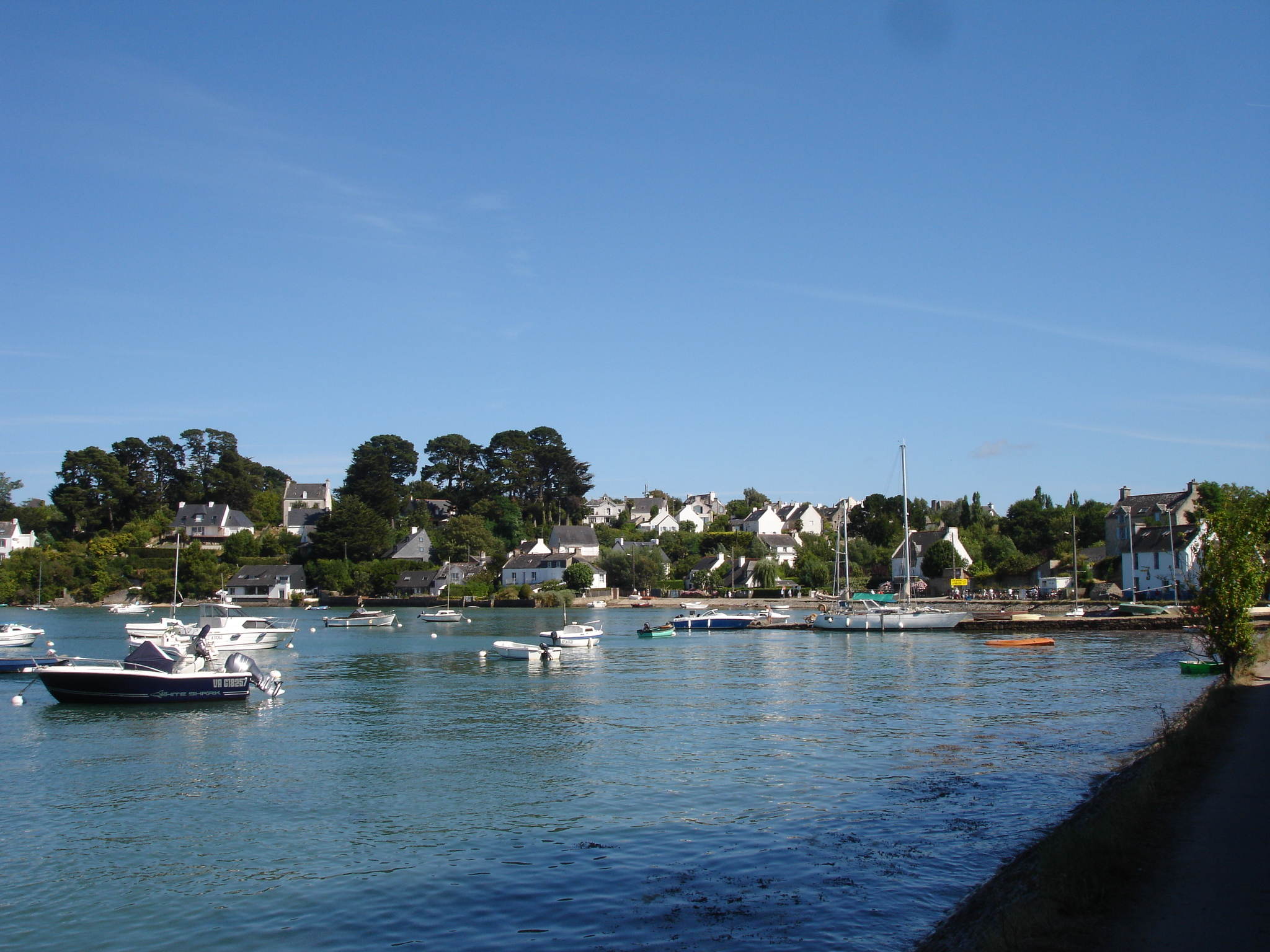
Hafen von der Île-aux-Moines
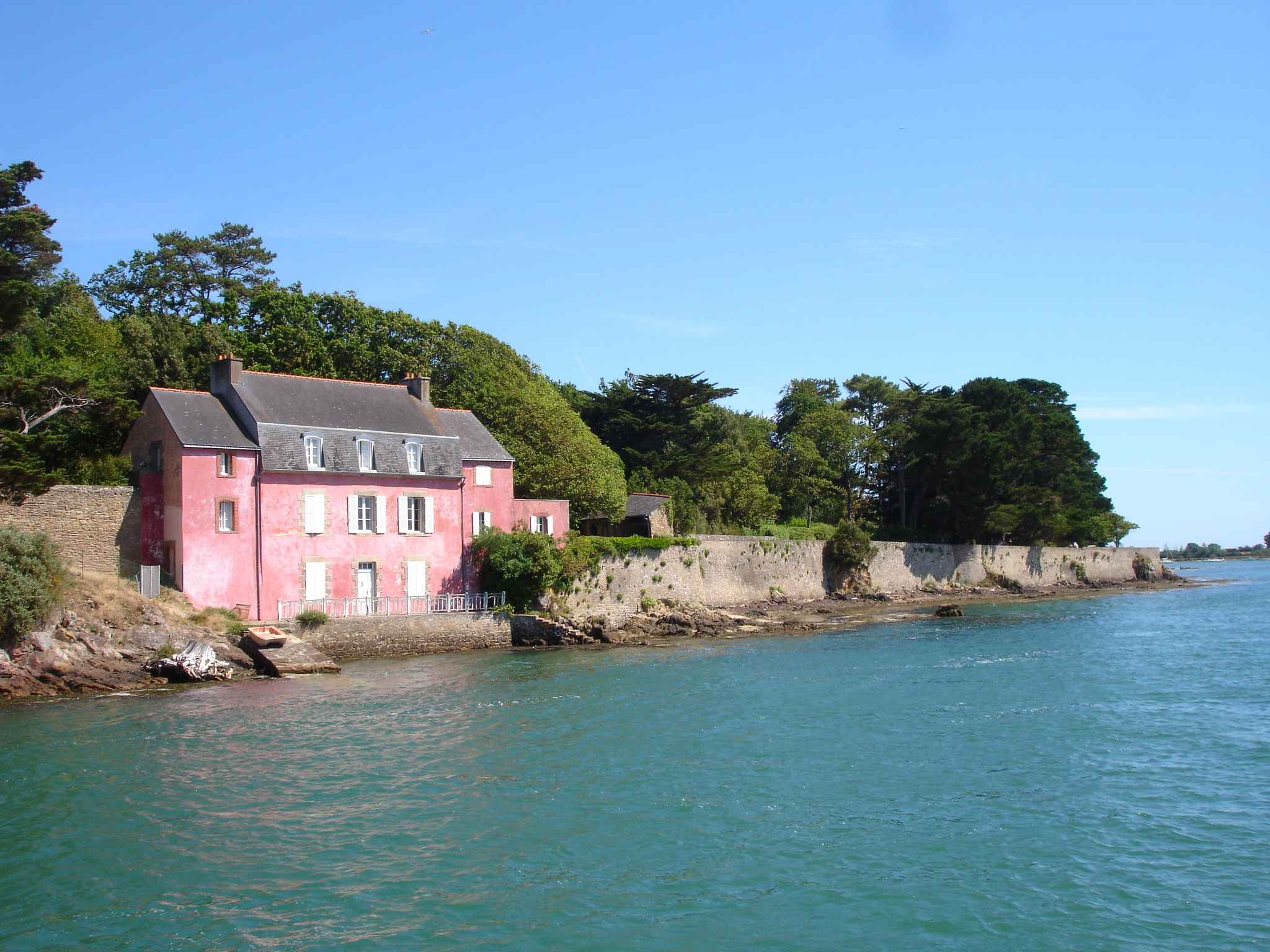
Das „rosa Haus“: Orientierungshilfe für die Schifffahrt an der Einfahrt nach Vannes
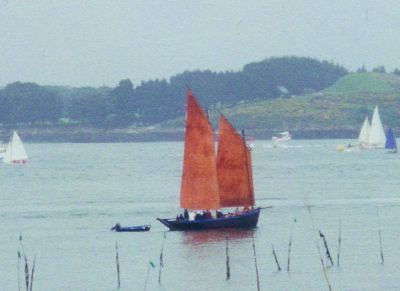
Ein „Sinagot“: traditioneller Bootstyp des Golfhafens Séné
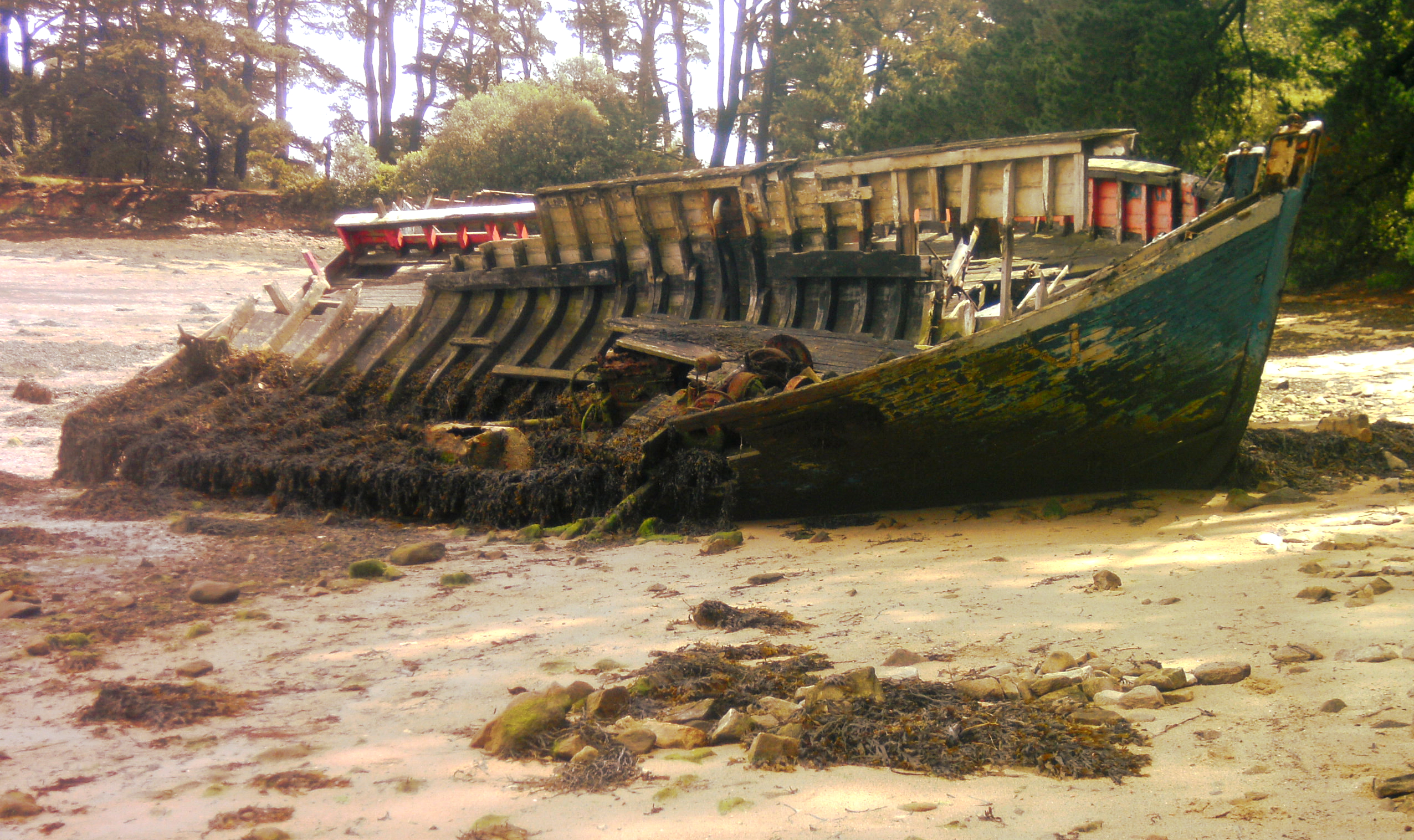
Bootswrack im Golf von Morbihan